# Luigi Aicardi
Luigi Aicardi (1865 – Genova, 21 gennaio 1923) è stato un dirigente sportivo italiano, presidente del Genoa dal 1911 al 1913.

## Biennio rossoblu
Assunse la carica di presidente del Genoa nel novembre 1911, dalle mani di Edoardo Pasteur.
Sotto la sua gestione il Grifone ottenne un 3° e 2º posto nel Torneo Maggiore, che all'epoca rappresentava il gotha del calcio italiano, senza però poter mai ambire realmente a vincere lo scudetto a causa del dominio che la Pro Vercelli esercitava in quegli anni.
Durante la presidenza di Aicardi, su suggerimento di Thomas Coggins, allenatore delle giovanili rossoblu dal 1912, fu assunto come allenatore William Garbutt, il primo mister della storia del calcio italiano che negli anni seguenti contribuirà alla conquista degli ultimi tre scudetti genoani.
Poste le basi di un progetto societario solido, lasciò nell'estate 1913 la carica di presidente allo scozzese Geo Davidson, membro del sodalizio rossoblu sin dagli albori.

## Pallanuoto
Durante la presidenza Aicardi, la sezione di pallanuoto del Genoa, fondata sotto Edoardo Pasteur, vinse il primo campionato italiano di pallanuoto, successo che bissò anche l'anno seguente.